# Станіслав Вайсс
Станіслав Вайсс (Stanisław Weiss, 1871 Варшава — 16 травня 1917 Конрадштайн) — польський архітектор.

## Біографія
Народився 1871 року у Варшаві. Вивчав архітектуру у Школі красних мистецтв Одеси. Відбував практику під керівництвом Миколи Толвінського. 1897 року повернувся до Варшави, де спільно з Генриком Штіфельманом заснував проектне бюро. Створив проекти низки житлових будинків у Варшаві. Спеціалізувався на проектуванні планів. Брав участь у 14 конкурсах варшавського Кола архітекторів, де здобув три перші і п'ять других нагород. Брав участь у низці конкурсів на будівлі для інших населених пунктів, де здобув близько 20 нагород. 1910 року спільно з Генриком Штіфельманом брав участь у виставці польських архітекторів у Львові, де експонував проект гідропатичного санаторію. У серпні 1915 року у третьому форті Модлинської фортеці потрапив до німецького полону. Помер 16 травня 1917 року перебуваючи у полоні в Конрадштайні (тепер Коцборово, дільниця Гданська).
Роботи
- Будинки на вулиці вулиці Маршалковській, 21, 31, 81а (1906).[3]
- Дім Броніслава Массальського на вулиці Окшій, 26, на розі з вулицею Ягеллонською. Збудований 1906 року. Приписується спілці Штіфельмана і Вайсса.[4]
- Дім на вулиці Новогродській, 18.
- Дім на вулиці Золотій, 45.
- Дім на вулиці Багателі, 13—15.
- Дім на вулиці Гожій, 1—3.
- Будинки на вулиці Сєнній, 32 і 41.
- Дім на вулиці Мьодовій, 3.
- Дім на вулиці Францисканській, 6.
- Дім на вулиці Вільчій, 29.
- Дім на вулиці Польній, 68.
- Дім на вулиці Львовській, 3.
- Дім на вулиці Лєшно, 48.
- Проект дому Товариства взаємодопомоги працівників торгівлі і промисловості. Отримав друге місце на конкурсі серед 38 претендентів (бл. 1902 року). Проект виконаний без участі Штіфельмана.[5]
- Конкурсний проект будинку Ощадної каси і казино в Ряшеві. III місце. 1906 рік.[6]
- II місце на конкурсі проектів санаторію для грязелікування у Криниці-Здруй 1906 рік. Співавтор Генрик Штіфельман.[7]
- Конкурсний проект будівлі Школи красних мистецтв. II місце. 1912 рік.[8]
- Конкурсний проект лікарні на вулиці Нововєйській у Варшаві. II місце. Кінець 1913 року. Проект виконаний без участі Штіфельмана.[9]
- Друге місце на конкурсі проектів школи імені Сташиця у Варшаві. 1914 рік.[10]